# Dolophones clypeata
Dolophones clypeata är en spindelart som först beskrevs av Ludwig Carl Christian Koch 1871.  Dolophones clypeata ingår i släktet Dolophones och familjen hjulspindlar. Inga underarter finns listade i Catalogue of Life.